# オーシュ
オーシュ(フランス語:Auch)はフランス南西部、オクシタニー地域圏の都市である。歴史的にガスコーニュ地方の中心となった都市で、今日ではジェール県の県庁所在地となっている。

## 歴史
オーシュという名前は、紀元前50年頃にガロンヌ川の支流であるジェール川沿岸に住んでいたアクイタニアのバスク語を話す部族の名から来ている。ローマ帝国はこの地をノベンポプラーナと呼び、属州としたが、オーシュは5世紀にその首都となったほか、中世にはアルマニャック伯がその拠点をおいた。また、フランス革命期カトリック大司教の司教座都市として機能した。

## 観光
- サント・マリー大聖堂（Cathédrale Sainte-Marie）- ルネサンス様式。オルガンや薔薇窓が有名。
- アルマニャックの塔（Tour d'Armagnac）- 14世紀の牢獄。塔への階段の途中にはダルタニャン像がある。小説『三銃士』に登場するダルタニャンのモデルとなった実在の人物、シャルル・ド・バッツはオーシュ近郊のカステルモール城に生まれている。

## 姉妹都市
- メミンゲン、ドイツ
- カラタユー、スペイン
- カンガス・デ・オニス、スペイン